# Avicola Iași
Avicola Iași este o companie din România care are ca obiect de activitate creșterea păsărilor pentru carne și ouă, industrializarea cărnii de pasăre, producerea de nutrețuri combinate și prelucrarea cărnii de pasare.
Omul de afaceri George Becali controlează 85,07% din capitalul companiei, AVAS deține 9,57% din acțiuni, iar SIF Moldova - 3,37%.
Acțiunile companiei sunt tranzacționate la Rasdaq sub simbolul AVIM, începând din noiembrie 1996.

## Informații financiare[5]
| Ani  | Venituri | Cheltuieli | Profit    | Inventar | Rezerve | Creanțe | Datorii  | Banca și numerar | Angajați |
| ---- | -------- | ---------- | --------- | -------- | ------- | ------- | -------- | ---------------- | -------- |
| 2021 | 451      | 95226      | -94775    | 555126   | 10000   | 7160780 | 49855835 | 190337           | ?        |
| 2020 | 1127     | 2254360    | -2253233  | 555126   | 10000   | 7142785 | 49866546 | 313818           | ?        |
| 2019 | 992236   | 1644172    | -651936   | 555126   | 10000   | 7116106 | 50217987 | 2945171          | ?        |
| 2018 | 2799109  | 9166863    | -6367754  | 555126   | 10000   | 7045568 | 50394481 | 2379233          | 1        |
| 2017 | 4187254  | 2023687    | 2163643   | 1896566  | 10000   | 6900531 | 54778812 | 4685587          | 1        |
| 2016 | 19212316 | 48836364   | -29623972 | 1896566  | 10000   | 6886452 | 56206215 | 3065522          | 4        |